# العلا (المنيا)
قرية العلا  هي إحدي القرى التابعة لمركز سمالوط بمحافظة المنيا في جمهورية مصر العربية. حسب إحصاءات سنة 2006، بلغ إجمالي السكان في العلا 26 نسمة، منهم 13 رجل و13 امرأة.